# Метапонт
Метапонт (др.-греч. Μεταπόντιον, лат. Metapontum) — древнегреческий город-колония в Южной Италии, на берегу залива Таранто, в древней области Лукании.

## География

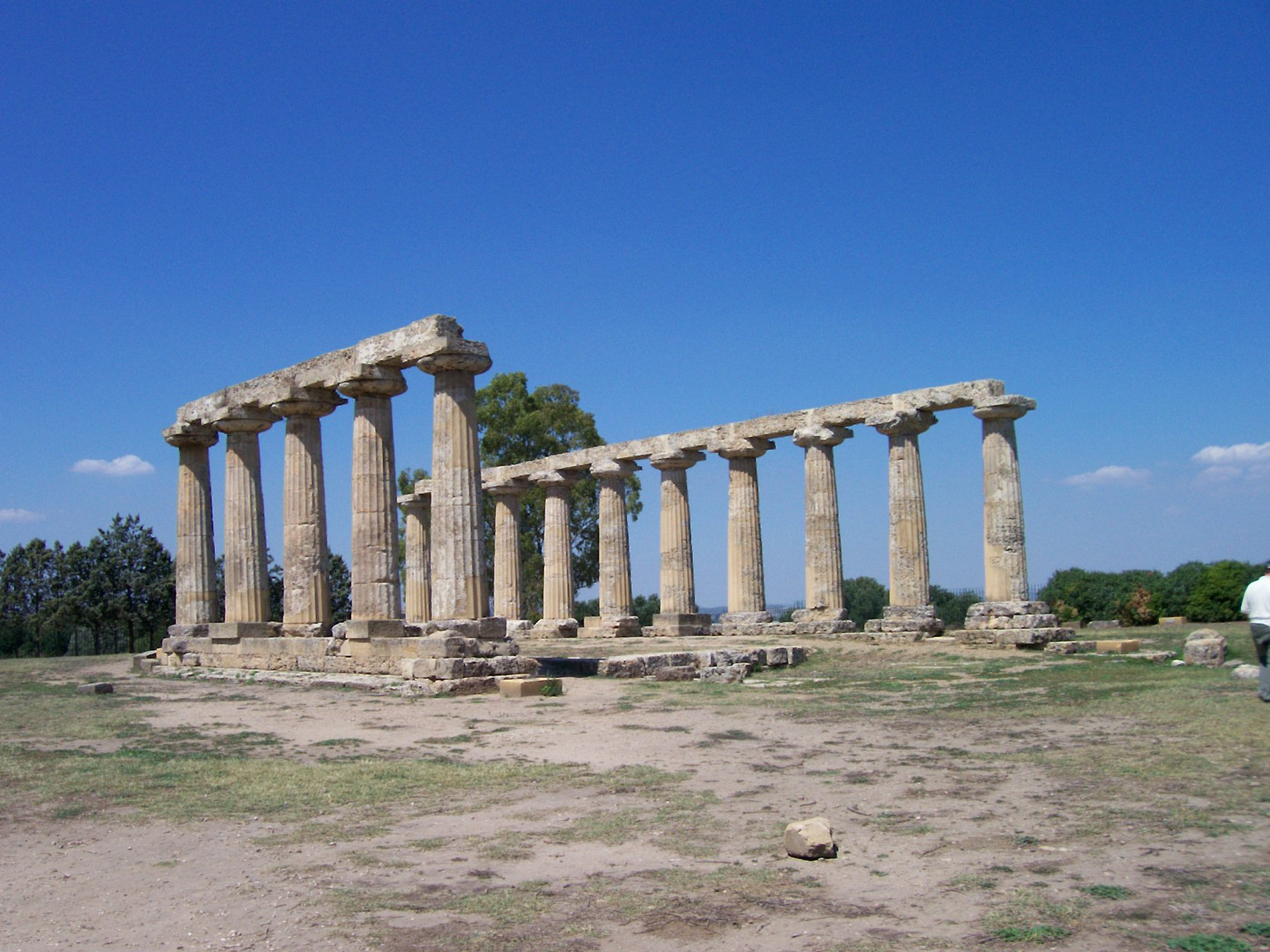
Руины храма Геры близ Метапонта

К настоящему времени сохранились лишь руины античного Метапонта, среди которых храм Геры конца VI века до н. э., рядом с которым расположен современный городок Метапонто, в провинции Матера, в 50 километрах западнее Таранто. Античный город находился в весьма плодородном районе, и сельское хозяйство играло большую роль в экономической жизни колонии. Сохранились развалины небольшого греческого театра, некрополь и дорические храмы Аполлона и Афины. От Герейона сохранилось 15 колонн и стилобат.
Находки выставлены в Национальном археологическом музее.

## История
Метапонт был основан в  начале VII века до н. э. ахейцами, выходцами из Южной Греции (Пилоса и Мессинии). С самого начала своего существования город был вынужден вести войну с местными италийскими племенами, которые сумели разрушить Метапонт. Колония была вновь отстроена при поддержке города Сибарис. В конце VI века до н. э. в Метапонте жил Пифагор Самосский. Город был центром общины пифагорейцев, самым известным из которых является Гиппас из Метапонта. В IV веке до н. э. колония вступила в конфликт с Сиракузами, управляемыми тогда тираном Дионисием Старшим. Для противодействия экспансионистской политике последнего в Южной Италии Метапонт вступил в военный союз с другими городами Великой Греции, однако после поражения союза в 389 году до н. э. в битве на Эллепоре вынужден был признать гегемонию Сиракуз. Ок. 300 года до н. э. известен тиран Клеоним, сын Клеомена II царя Спарты. Во время войн с царём Эпира Пирром (280—275 годы до н. э.) Метапонт поддержал Рим. После Тарентской войны (272 год до н. э.) вошёл в состав Римского государства, однако после поражения римлян от Ганнибала в битве при Каннах в 216 году др н. э. перешёл на сторону Карфагена. Вскоре, однако, власть Рима в Метапонте была восстановлена.

## Нумизматика

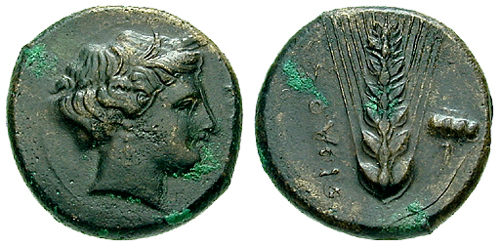
Обол из Метапонта, прибл. 425—350 гг. до н. э.

Метапонт чеканил свои монеты начиная с середины VI до н. э. В связи с тем, что центральную роль в процветании города играло производство и экспорт пшеницы, на одной из сторон метапонтских монет обязательно изображался колос пшеницы (на другой стороне было изображение богов — часто богини плодородия Деметры или кого-либо из мифических героев, либо также колоса. На некоторых монетах также встречается изображение древнего угломерного инструмента громы (иногда в руках богини Деметры), что является символом указывающим на прибыль получаемую от агрокультуры, так как при помощи громы размечали границы полей ). Встречаются также изредка монеты, где вместо колоса отчеканены мышь или саранча. Это означает, что в данный год выпуска монеты урожай был уничтожен или пострадал от бедствия.